# 강서경 (미술가)

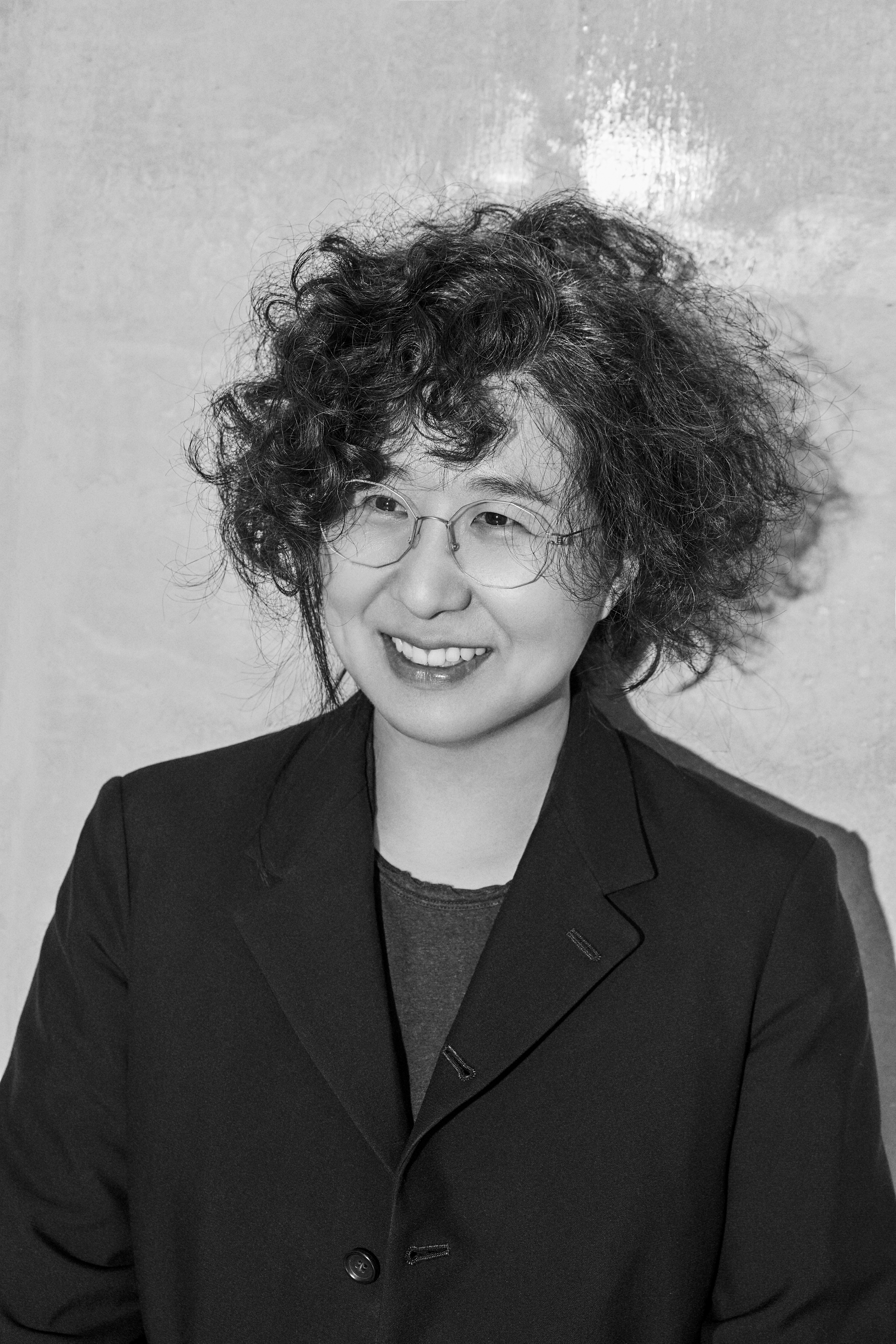
강서경

강서경(1977년~2025년 4월 27일)은 대한민국의 미술가이다. 서울을 기반으로 활동하는 비주얼 아티스트이다. 그의 작업은 회화, 조각, 퍼포먼스, 비디오, 설치를 넘나들며, 한국의 문화적 전통과 현대 예술 및 문학 담론에서 영감을 얻는다. 강서경은 이러한 분야를 지배하는 규칙과 가치를 해독하고 과거의 예술적 언어로 전환하여 현재의 개성과 자유의 개념을 탐구하는 맥락 렌즈를 구성하였다.

## 생애
강서경은 대한민국 서울에서 태어났다. 이화여자대학교에서 동양화를, 런던왕립예술대학에서 회화를 공부했다. 이화여자대학교 한국화과 교수를 지냈다.

## 작품 및 주제
강서경의 연습은 한국 전통 회화에 대한 그녀의 초기 교육을 기반으로 한다. 그녀는 작품에서 시와 글, 시각 예술을 통해 역사에 대한 자신의 관찰과 해석을 전달하고자 했던 조선 화가들의 철학적 성향을 지지한다.
강서경의 멀티미디어 작업은 종종 몰입형 설치의 형태를 취한다. 그녀의 2017년 프로젝트 Black Mat Oriole은 조각, 그림 및 비디오를 통합한다. 설치물에 등장하는 사물의 색은 그녀의 그림에서 따온 색이다. 작품에는 물건을 나르고 정리하고, 바닥에 앉아서 몸을 끌고 다니는 퍼포머도 포함되었다.
강서경의 설치는 모두 작가와 퍼포머가 들어 올릴 수 있는 오브제를 포함하며, 그 크기와 무게는 기껏해야 표준 인체와 비슷하다. 이 기술은 그녀의 작업 주제와 관련된 주제를 전달하는 촉매 역할을 했다. 예를 들어 조형물인 할머니 탑의 모양은 할머니의 자세에서 영감을 받았다. 그녀는 또한 그녀가 의뢰한 전통적인 손으로 짠 갈대 매트를 통합했다.
강서경의 작업 주제 중에는 개인이 함께 모여 공동체를 형성하고 자신의 역사를 경험하는 방법이 있다. 그녀는 또한 한국의 고전 시와 춤에서 영감을 받았다. 그녀의 설치 작업은 그리드와 그리드의 미학과 관련된 개념, 방 안에 물체가 배치되는 방식을 탐구한다. 그녀의 스타일은 한국 악보의 한 형태인 정간보의 영향을 받았다.
강서경은 서촌에 작업실이 있으며, 작업의 일환으로 매일 구아슈 그림을 그린다.

## 별세
2025년 4월 27일 향년 48세의 나이로 별세했다.